# سبوغلينة بيضاء
سبوغلينة بيضاء (الاسم العلمي: Siboglinum candidum) هي نوع من الحيوانات تتبع جنس السبوغلينة من فصيلة سبوغلينات.